# Leges Barbarorum
Leges Barbarorum (łac. ustawy barbarzyńców) – ogólne pojęcie stosowane na określenie spisów prawa zwyczajowego plemion germańskich sporządzanych w okresie wczesnego średniowiecza. Powodem do ich sporządzania była rozpowszechniona wówczas zasada osobowości prawa, nakazująca sądzić daną osobę według prawa jej narodowości, bez względu na miejsce popełnienia czynu.
Znane są następujące leges barbarorum:
- Codex Euricianus - I spis prawa zwyczajowego Wizygotów;
- Lex Burgundionum - spis prawa zwyczajowego Burgundów;
- Lex Salica Francorum (Prawo salickie) - spis prawa zwyczajowego Franków Salickich;
- Pactus Alamannorum - I spis prawa zwyczajowego Alamanów;
- Lex Ripuaria - spis prawa zwyczajowego Franków Rypuarskich;
- Edykt Rotariego (Lex Longobardorum) - spis prawa zwyczajowego Longobardów;
- Lex Visigothorum - II spis prawa zwyczajowego Wizygotów;
- Lex Alamannorum - II spis prawa zwyczajowego Alamanów;
- Lex Bajuvariorum - spis prawa zwyczajowego Bawarów;
- Lex Frisionum - spis prawa zwyczajowego Fryzów;
- Lex Saxonum - spis prawa zwyczajowego Sasów.